# The Underdoggs
The Underdoggs är en amerikansk sport- och komedifilm som har en planerad premiär på Amazon Prime Video den 26 januari 2024. Filmen är regisserad av Charles Stone III och filmens manus har skrivits av Isaac Schamis, Constance Schwartz-Morini och Danny Segal.

## Handling
Filmen kretsar kring en en före detta NFL-spelare som för att undvika att hamna i fängelse går med på att träna ett ungdomslag i amerikansk fotboll.

## Rollista (i urval)
- Snoop Dogg – Jaycen Jennings
- Tika Sumpter – Cherise
- George Lopez – coach Feis
- Andrew Schulz – Chip Collins
- Mike Epps – Kareem
- Kal Penn – Ryan Kauffman
- Kandi Burruss – domare Tara
- Jonigan Booth – Trey